# 勝利への登攀
『勝利への登攀』（原題：Climbing!）は、アメリカ合衆国のハードロック・バンド、マウンテンが1970年に発表したデビュー・アルバムである。

## 解説
フェリックス・パパラルディがプロデュースしたレスリー・ウェストのソロ・アルバム『マウンテン』（1969年）に続くアルバムに当たる。ジャケットはパパラルディの妻ゲイル・コリンズが担当した。
ジャック・ブルース作の「想像されたウエスタンのテーマ」の原曲は、パパラルディがプロデュースしたブルースのアルバム『ソングス・フォー・ア・テイラー』（1969年）で発表された。この曲と「ヤスガーの農場」は、彼等が本作でレコード・デビューを果たす前に出演した1969年8月のウッドストック・フェスティバルでも演奏された。
『クラシック・ロック』誌2003年5月号の記事によれば、彼等がレコード・プラント・スタジオで本作をレコーディングしていた時、ジミ・ヘンドリックスも同じスタジオにいた。ウェストは「最初に彼に聴かせた曲は『君がすべて』で、彼はこの曲のリフが好きだって言ってくれた」と語っている。
本作からの第1弾シングルはウェストがリード・ボーカルを取った「ミシシッピー・クイーン」で、パパラルディがリード・ボーカルを取った「ヤスガーの農場」が続いた。メンバーのコーキー・レイングは「レスリーの歌声が衝撃を与えた後なのに、何でフェリックスが歌った曲に変えなきゃいけないんだ? 『君がすべて』を次のシングルにすべきだと思ったけど、フェリックスのエゴによって『ヤスガーの農場』になったんだよ」と複雑な感情を抱いたという。

## 反響・評価
本作はアメリカのBillboard 200で17位を記録した。シングル「ミシシッピー・クイーン」はBillboard Hot 100で21位に達して、マウンテン唯一の全米トップ40シングル・ヒットとなった。
Matthew Greenwaldはオールミュージックにおいて5点満点中4.5点を付け、「ミシシッピー・クイーン」を「J・ガイルズ・バンドやフォガット等、数多の模倣者達のための道を開いた」、「君がすべて」を「当時のFMラジオの定番」と評している。

## 収録曲
6.はインストゥルメンタル。
1. ミシシッピー・クイーン "Mississippi Queen" (Leslie West, Felix Pappalardi, Corky Laing, David Rea) – 2:33
2. 想像されたウエスタンのテーマ "Theme for an Imaginary Western" (Jack Bruce, Pete Brown) – 5:09
3. 君がすべて "Never in My Life" (L. West, F. Pappalardi, C. Laing, Gail Collins) – 3:53
4. 銀色の紙 "Silver Paper" (L. West, F. Pappalardi, C. Laing, Steve Knight, G. Collins, George Gardos) – 3:18
5. ヤスガーの農場 "For Yasgur's Farm" (F. Pappalardi, C. Laing, G. Collins, D. Rea, G. Gardos, Gary Ship) – 3:25
6. 友達のために "To My Friend" (L. West) – 3:42
7. 支配者 "The Laird" (F. Pappalardi, G. Collins) – 4:38
8. 虹に坐って "Sittin' on a Rainbow" (L. West, C. Laing, G. Collins) – 2:22
9. バンドの少年 "Boys in the Band" (F. Pappalardi, G. Collins) – 3:36

### 2003年リマスターCDボーナス・トラック
1. ヤスガーの農場（ライヴ） "For Yasgur's Farm" (F. Pappalardi, C. Laing, G. Collins, D. Rea, G. Gardos, G. Ship) – 4:19

## 参加ミュージシャン
- レスリー・ウェスト（Leslie West） – ボーカル（#1、#3、#4、#5、#8、#9[1]）、ギター
- フェリックス・パパラルディ（Felix Pappalardi） – ボーカル（#2、#4、#5、#7、#9[1]）、エレクトリックベース、ピアノ、リズムギター
- スティーヴ・ナイト（Steve Knight） – ハモンドオルガン、メロトロン
- コーキー・レイング（Corky Laing） – ドラムス、パーカッション